# Manifestations de 2022-2023 en Moldavie
Les manifestations de 2022-2023 en Moldavie sont une série de manifestations dans le contexte d'une crise énergétique avec la hausse des prix du gaz naturel et d'une déstabilisation politique liée à l'invasion de l'Ukraine par la Russie qui a entraîné une crise russo-moldave.

## Chronologie

### 2022
La crise débute en septembre 2022, lorsque les manifestants exigent la démission du gouvernement pro-occidental du pays, notamment poussé par le parti pro-russe Parti Șor de l'oligarque Ilan Șor. Le 13 octobre, les autorités décident d'interdire les rassemblements qui bloquent les voies de circulation, les artères de transport ou les voies d'accès aux institutions publiques pendant la semaine. Le 18 octobre, le Mouvement de libération nationale russe lance une campagne en Gagaouzie pour « reconnaître comme illégales la dissolution de l'Union soviétique et la restauration des frontières de l'ex-URSS conformément aux résultats de la Seconde Guerre mondiale ». Le 26 octobre, Ilan Șor et Vladimir Plahotniuc, ancien chef du Parti démocrate de Moldavie (PDM), sont sanctionnés par le Département du Trésor des États-Unis pour leur association avec le gouvernement russe.
La manifestation du 6 novembre à Chișinău rassemble plus de 50 000 partisans exigeant la démission du gouvernement pro-occidental et des élections législatives anticipées. Le 8 novembre, le gouvernement moldave annonce qu'il a demandé à la Cour constitutionnelle d'engager une procédure pour interdire le parti d'Ilan Șor en Moldavie, en raison de la prétendue promotion des intérêts d'un État étranger et de l'atteinte à l'indépendance et à la souveraineté nationales. Une semaine plus tard, des milliers de manifestants antigouvernementaux reviennent dans les rues de Chisinau.
Début décembre, Ilan Șor demandé au président Maia Sandu de le nommer Premier ministre de la Moldavie. Le 19 décembre, six chaînes de télévision en langue russe liées à Ilan Șor (Prime TV, RTR Moldova, Accent TV, NTV Moldova, TV6 et Orhei TV) sont interdits temporairement d'émettre sur le territoire pour, selon la première ministre moldave Natalia Gavrilița, « assurer la sécurité de l'espace de l'information ».

### 2023
Le 25 janvier 2023, plusieurs journalistes de chaînes de télévision suspendues, menés par Alexei Lungu, manifeste à Bucarest pour exiger l'intervention des autorités roumaines pour négocier avec les autorités moldaves le redémarrage de la diffusion télévisée des chaînes. Le lendemain, le 26 janvier, des journalistes manifestent devant le Conseil de l'Europe à Strasbourg.
Le 2 février, le ministre russe des Affaires étrangères Sergueï Lavrov menace la Moldavie  déclarant qu'elle pourrait subir le sort de l'Ukraine (c'est-à-dire être envahie par la Russie) si la présidente moldave Maia Sandu, qui a la nationalité roumaine, voulait que la Moldavie rejoigne la Roumanie et rejoigne OTAN.
Le 10 février, le gouvernement de la République de Moldavie démissionne en raison de la crise actuelle. Le 16 février, un nouveau gouvernement dirigé par Dorin Recean est installé, le nouveau Premier ministre déclare que la neutralité de la Moldavie ne protégera pas le pays de toute agression militaire. 
Le 19 février, des milliers de personnes pro-russes manifestent dans la capitale, réclamant la démission du nouveau gouvernement pro-occidental; Marina Tauber, leader des manifestants, nie tout lien avec les autorités russes même une partie des manifestants appellent à une intervention militaire russe en Moldavie et à son rattachement à la Russie. De l'autre côté, une contre-manifestation est organisée, avec des drapeaux roumains et de l'OTAN. Le même jour, le Premier ministre moldave Dorin Recean exige la fin de la présence militaire russe en Transnistrie et une réunification pacifique avec la Moldavie.
Le 21 février, le président russe Vladimir Poutine révoque le décret confirmant la souveraineté de la Moldavie pour résoudre le conflit transnistrien. Le 27 février, la compagnie aérienne Wizz Air annonce qu'elle suspend tous ses vols à destination et en provenance de l'aéroport de Chișinău, en raison de problèmes de sécurité liés à la montée des tensions avec la Russie.
Le 2 mars, le Parlement moldave vote le changement de la langue officielle , du moldave au roumain,,,. Le même jour, les députés adoptent une résolution condamnant l' invasion russe de l'Ukraine en 2022. Maria Zakharova , porte-parole du ministère russe des Affaires étrangères , avertit la Moldavie d'abandonner " la rhétorique anti-russe ".
Le 6 mars, le Bloc électoral des communistes et socialistes organise une manifestation devant la Cour constitutionnelle de Moldavie contre le changement du nom de la langue officielle du moldave au roumain. Les dirigeants du PAS ont affirmé qu'ils étaient soutenus par la Russie.